# Гамбале, Фрэнк
Фрэ́нк Гамба́ле (англ. Frank Gambale; 22 декабря 1958, Канберра, Австралия) — австралийский гитарист-виртуоз жанра фьюжн, известный по выступлениям в составе Chick Corea Elektric Band. Он выпустил одиннадцать студийных альбомов за более чем два десятилетия, и известен своим использованием свипа и экономичного штриха.

## Биография
Фрэнк Гамбале с отличием окончил GIT в Голливуде. Он также преподавал там с 1984 по 1986 год. После окончания института он играл в джаз-клубе Цепь с собственной группой, а в 1985 выпустил свой первый студийный альбом под названием Brave New Guitar, через Legato Records (принадлежащей Марку Варни — брату Майка Варни из Shrapnel Records), в которой по контракту он должен был выпустить три альбома. В том же году он совершил турне с Жан-Люком Понти и вскоре после этого началось шестилетнее пребывание с группой Chick Corea Elektric Band в 1987 году. За время работы Фрэнк принял участие в записи пяти альбомов и даже был номинирован на премию Грэмми (в двух номинациях).
В 1980 году он выпустил два студийных и один концертный альбом. В 1988 году он выпустил Monster Licks & Speed Picking — первое из многих учебное видеопособие. Одобренная сделка с гитарной фирмой Ibanez привела в 1987 году к дебюту подписной серии Frank Gambale Model по образцу Saber Ibanez. В 1990-е годы Фрэнк расторгнул соглашение с фирмой Ibanez и подписал контракт на серийное производство собственных гитар с Yamaha. В 2011 году он выпустил Carvin FG1, гитару с тонким полым корпусом, изготовленным в США.
В 1989 году он подписал контракт с Victor Entertainment на пять альбомов, и выпустили Thunder from Down Under в следующем году.
1990-е годы начались для Гамбале с парой альбомов — Truth in Shredding (1990) и Centrifugal Funk (1991), в качестве части проекта Марка Варни. Это были и совместные работы с другими гитаристами Аланом Холдсуортом, Бретт Гарседом и Шоном Лейном, в джаз-фьюжн-супергруппе Concept, собранной Марком Варни. Примерно в это время он работал главой гитарного отделения в Лос-Анджелесской музыкальной академии. В 2000-е годы, расставшись с Victor, Гамбале основал свой собственный лейбл под названием Wombat Records для покупки всей своей дискографии в Legato с целью переоформления своих работ. Живой двойной альбом Resident Alien — Live Bootlegs был выпущен в 2001 году вместе с Imagery Suite. Эти работы отметились дуэтом Гамбале с классическим гитаристом Маурицио Колонной. Он также выпустил студийный альбом Coming To Your Senses, на гитарном лейбле Стива Вая Favored Nations в 2000 году.
Гамбале также был членом джаз-фьюжн-группы Vital Information с 1988 года, состоящей из клавишника Тома Костера, барабанщика Стива Смита и басиста Барона Брауна. Кроме того, в группе, известной как GHS, он выпустил три совместных альбома со Стивом Смитом и басистом Стью Хэммом через джаз-ориентированный лейбл Майка Варни Tone Center Records. В дополнение к концертной записи, он выпустил учебный DVD под названием Concert with Class в 2003 году. Воссоединение с Chick Corea произошло в 2004 году, и Гамбале впоследствии гастролировал с ним. В 2006 и 2010 годах он выпустил два полностью джазовых студийных альбома Natural High и Natural Selection, соответственно.

## Дискография

### Студийные альбомы
- 1985: Brave New Guitar
- 1987: A Present for the Future
- 1990: Thunder from Down Under
- 1991: Note Worker
- 1993: The Great Explorers
- 1994: Passages (Frank Gambale album)|Passages
- 1995: Thinking Out Loud (Frank Gambale album)|Thinking Out Loud
- 2000: Coming to Your Senses
- 2004: Raison D'être (album)|Raison D'être
- 2006: Natural High (Frank Gambale album)|Natural High
- 2010: Natural Selection (Frank Gambale album)|Natural Selection

### Концертные выступления
- 1989: Live (Frank Gambale album)|Live!
- 2001: Resident Alien — Live Bootlegs
- 2002: Absolutely Live — In Poland
- 2007: Made in Australia (с Вирджилом Донати и Риком Фиеробаччи)

### Компиляции
- 2006: Best of Jazz & Rock Fusion
- 2006: Best of the Smooth Jazz Side
- 2006: Best of the Acoustic Side

### В сотрудничестве с Mark Varney Project
- 1990: Truth in Shredding (с Аланом Холдсвортом)
- 1991: Centrifugal Funk (с Бретом Гарседом и Шоном Лейном)

### В сотрудничестве с Сьюартом Хаммом и Стивом Смитом
- 1998: Show Me What You Can Do
- 2000: The Light Beyond
- 2002: GHS 3

### В сотрудничестве с Маурицио Колонной
- 2000: Imagery Suite (известной как Playgame)
- 2005: Live (с Maurizio Colonna)
- 2007: Bon Voyage

### С Chick Corea Elektric Band
- 1986: The Chick Corea Elektric Band
- 1987: Light Years
- 1988: Eye Of The Beholder
- 1990: Inside Out
- 1991: Beneath The Mask
- 1996: The Songs of West Side Story
- 2004: To The Stars
- 2004: Chick Corea Elektric Band Live at Montreux DVD

### С GRP
- 1988: GRP Super Live in Concert

### С Vital Information
- 1988: Fiafiaga
- 1991: Vital Live
- 1992: Easier Done Than Said
- 1996: Ray Of Hope
- 1998: Where We Come From
- 2000: Live Around the World
- 2000: Live From Mars
- 2002: Show 'em Where You Live
- 2004: Come On In

### Видео релизы
- 1988: Monster Licks & Speed Picking
- 1991: Modes: No More Mystery
- 1997: Improvisation Made Easier
- 2000: Chopbuilder: The Ultimate Guitar Workout
- 2003: Concert with Class
- 2007: Acoustic Improvisation

### Инструкции по гитарной технике
- The Frank Gambale Technique Book Part I
- The Frank Gambale Technique Book Part II
- Improvisation Made Easier
- The Best of Frank Gambale